# Athens Airways
Athens Airways (Grieks: Αθηναϊκές Αερογραμές, Athinaïkés Aerogrammés) was een Griekse luchtvaartmaatschappij die is opgericht in 2008. Athens Airways is een regionale maatschappij met Athene als hoofdbasis. De maatschappij vliegt naar 21 binnenlandse bestemmingen. Samen met Aegean Airlines is de concurrentie met Olympic Air verstevigd.
Athens Airways was de eerste maatschappij in Griekenland die een speciaal jeugdtarief rekent: er is 20% korting voor passagiers vanaf 12 t/m 24 jaar, voor soldaten zonder boarding pass en voor studenten van 28 jaar.
In september 2010 staakte de maatschappij zonder opgaaf van redenen haar activiteiten.

## Bestemmingen
Athens Airways had een totaal van 21 binnenlandse bestemmingen, verspreid over heel Griekenland:
- Áktio - Áktio
- Alexandroupolis - Dimókritos
- Athene - Elefthérios Venizélos
- Chaniá - Chaniá
- Chíos - Omiros
- Ikaría - Íkaros
- Iráklio - Níkos Kazantzákis
- Kárpathos - Kárpathos
- Kastoriá - Aristotélis
- Kavála - Mégas Aléxandros
- Kefalloniá - Kefalloniá
- Kérkyra - Ioánnis Kapodístrias
- Kýthira - Kýthira
- Mytilíni - Odysséas Elýtis
- Rhodos - Diagóras
- Sámos - Arístarchos o Sámios
- Santoríni - Santoríni
- Sitía - Sitía
- Skiáthos - Skiáthos
- Thessaloníki - Makedonía
- Zákynthos - Dyonísios Solomós

## Vloot
Athens Airways beschikte over 5 vliegtuigen: 1 De Havilland-Canada Dash 8 en 4 Embraer ERJ 145's.
Het unieke is dat ze allen volledig zijn uitgevoerd in een business-class configuratie.